# Ghiacciaio Lind
Il ghiacciaio Lind (in inglese Lind Glacier) (65°23′S 64°01′W) è un ghiacciaio situato sulla costa di Graham, nella parte occidentale della Terra di Graham, in Antartide. Il ghiacciaio, il cui punto più alto si trova 205 m s.l.m., fluisce verso ovest dal picco Alencar fino a entrare nella baia di Collins, sulla costa occidentale della penisola Kiev.

## Storia
Il ghiacciaio Lind è stato avvistato e mappato per la prima volta durante la seconda spedizione antartica francese al comando di Jean-Baptiste Charcot, 1908-1910, ed è stato poi così nel 1959 battezzato dal Comitato britannico per i toponimi antartici in onore di James Lind, il medico scozzese fondatore dell'igiene navale che, nel 1755, pubblicò la prima relazione riguardante le cause dietetiche dello scorbuto e le cure per quest'ultimo.